# Potentilla caulescens

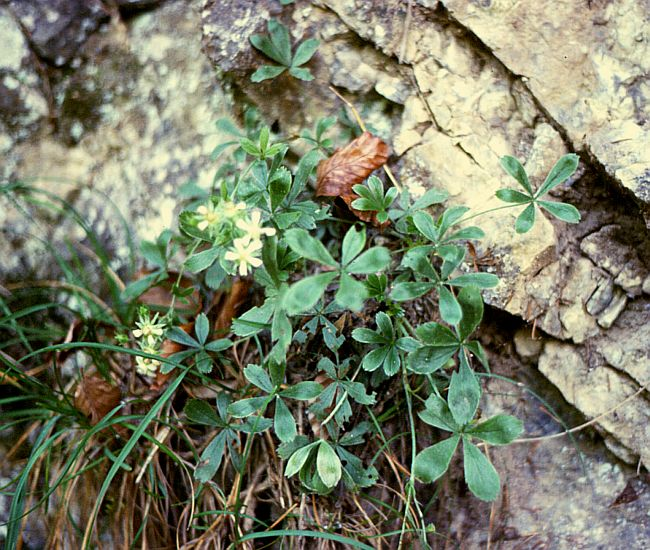
Potentilla caulescens

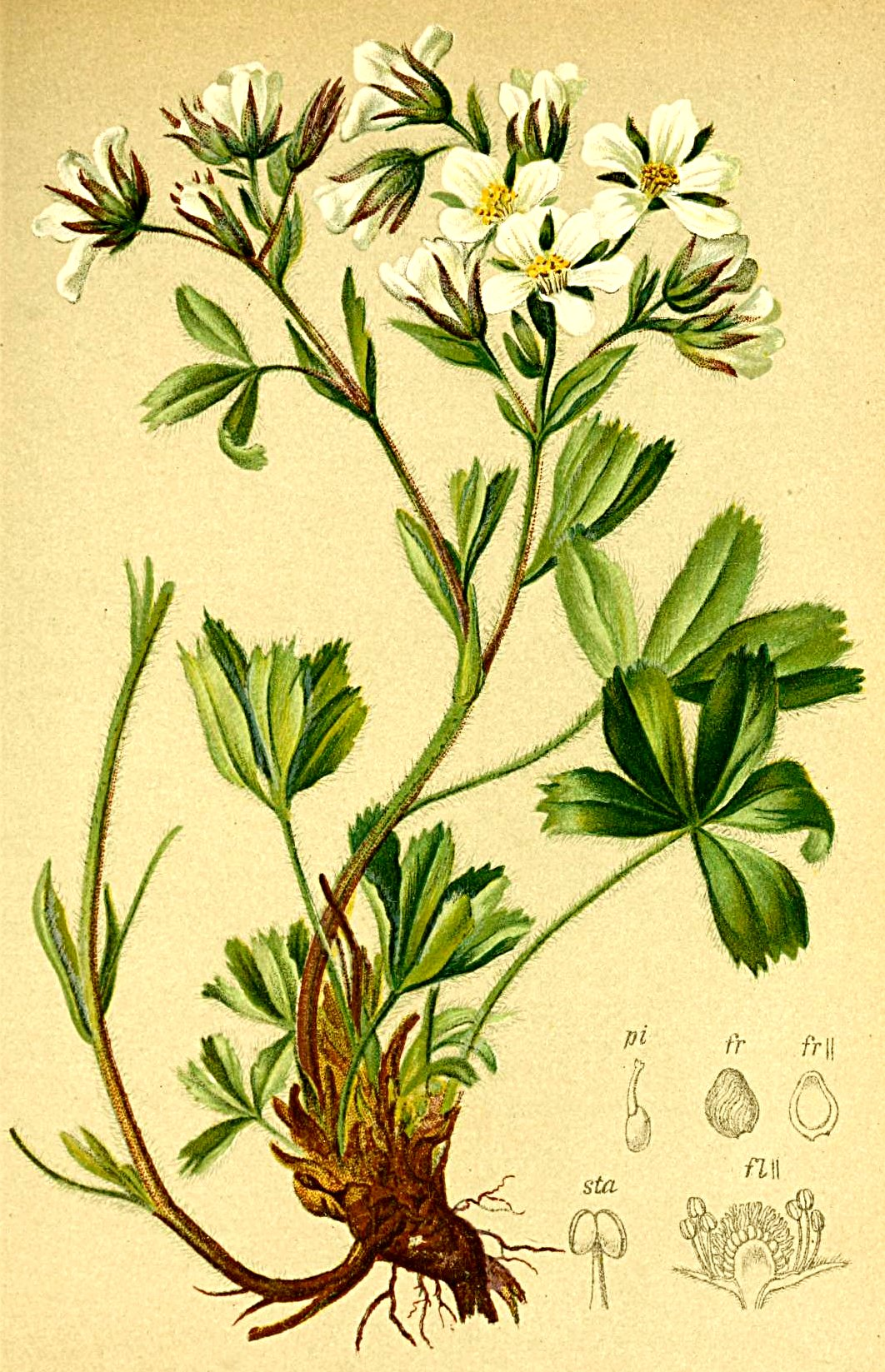
Ilustración

Potentilla caulescens es una especie de planta herbácea perteneciente a la familia Rosaceae.

## Distribución
Se encuentra en Italia en los Alpes (con exclusión de la provincia de Novara), un poco menos en los Apeninos.  En Europa, en el Pirineo, los Alpes Dináricos, el Jura y el Macizo Central francés.

## Hábitat
Son típicas de los acantilados de piedra caliza o incluso rocas.  El sustrato se prefiere es la piedra caliza, mientras que el pH del suelo es básico con bajo valor nutritivo de las zonas secas y húmedas. Su propagación en altitud de esta planta oscila entre 500 a 2000 m sobre el nivel del mar (hasta 2600 m s. n. m.

## Descripción
Es una planta herbácea leñosa, perenne de apariencia rampante.  La altura puede ser de entre 8 y 18 cm (máximo 30 cm).  La forma orgánica es camefita que tiene un tallo leñoso. Las raíces son secundarios rizomas. Las hojas basales están profundamente pinnadas, divididas en cinco segmentos (llamadas lóbulos o hojas) de forma oblanceolada.  Los dos lóbulos interiores son generalmente más pequeños, mientras que el más grande es el central o lóbulo apical. Al final de cada lóbulo se encuentran de 2 a 4 en cada lado. También son peludas (tomentosas) y en ambos lados. Las hojas basales son pecioladas. El color de las hojas es verde y los bordes de los lóbulos están revueltos hacia arriba. Tamaño del peciolo: 2-3 cm.  Tamaño del lóbulo 5-8 mm de anchura y 12-18 mm de longitud. Las hojas caulinas fácilmente están divididas en tres segmentos (en lugar de cinco, como las hojas basales).  La inflorescencia está compuesta de grandes picos con muchas flores (capullos multiflora).

## Taxonomía
Potentilla caulescens fue descrita por Carlos Linneo y publicado en Centuria II. Plantarum ... 19. 1756.
Etimología
Potentílla: nombre genérico que deriva del latín postclásico potentilla, -ae de potens, -entis, potente, poderoso, que tiene poder; latín -illa, -illae, sufijo de diminutivo–. Alude a las poderosas presuntas propiedades tónicas y astringentes de esta planta. 
caulescens: epíteto latino que se refiere a la costumbre de la planta.
Variedades aceptadas
- Potentilla caulescens subsp. nebrodensis (Strobl ex Zimmeter) Arrigoni

Sinonimia
- Dasiphora jacquinii Raf.
- Fragaria caulescens (L.) Crantz
- Fragariastrum caulescens (L.) Schur
- Fragariastrum petiolulatum (Gaudin) Schur
- Potentilla alba var. caulescens (L.) Lam.
- Potentilla alba auct. hisp.
- Potentilla nebrodensis Strobl ex Zimmeter
- Potentilla petiolulata Gaudin
- Potentilla petiolulosa (Ser.) Strobl
- Potentilla petrophila var. cuatrecasasii Á.M.Hern.
- Potentilla petrophila Boiss.
- Trichothalamus caulescens (L.) Spreng.
- Trichothalamus petiolulatus (Gaudin) Fourr.[2]
- Fragariastrum petiolatum (Gaudin) Schur
- Potentilla corymbosa Pourr.,p.p.49137
- Potentilla kristofiana Zimmeter

## Nombre común
- Castellano: cincoenrama, cinco en rama, cinco en rama del Jenil, cincoenrama de roca, quinquefolio mayor, siete en rama mayor, sieteenrama mayor.[3]